# Sandro Bondi

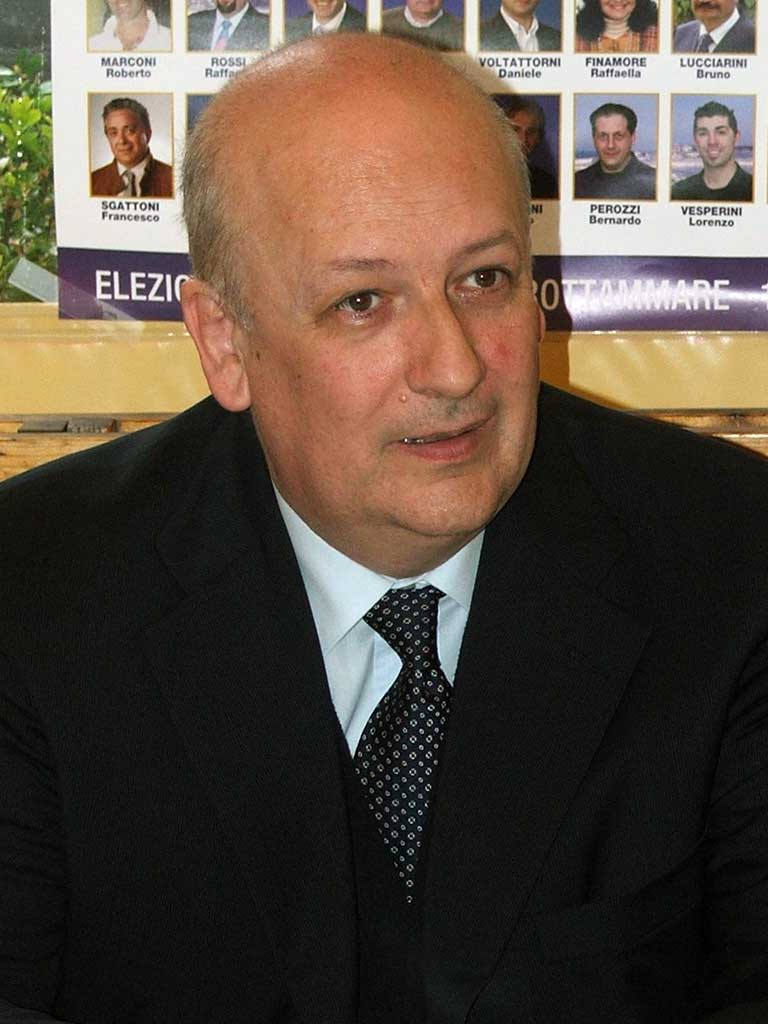
Sandro Bondi

Sandro Bondi (* 14. Mai 1959 in Fivizzano, Provinz Massa-Carrara) ist ein italienischer Politiker des Popolo della Libertà. In Silvio Berlusconis viertem Kabinett war er von Mai 2008 bis März 2011 italienischer Kulturminister.

## Politischer Werdegang
Bondi wuchs zunächst in Lausanne auf, wohin seine Familie emigriert war. Nach seiner Rückkehr nach Italien schloss er sich der kommunistischen Jugendorganisation (Federazione Giovanile Comunista Italiana) an, deren Vorsitzender er in der heimatlichen Lunigiana (Provinz Massa-Carrara und Provinz La Spezia) wurde. Sein Philosophiestudium an der Universität Pisa schloss er mit einer Arbeit über den Augustiner-Prediger Leonardo Valazzana ab.
Als linksgerichteter Katholik engagierte er sich in der Kommunistischen Partei Italiens (PCI) und wurde 1989 auf deren Liste zum Bürgermeister von Fivizzano gewählt. Schon 1992 wurde er allerdings von einer Koalition aus Sozialisten und Christdemokraten in diesem Amt abgelöst. Bald darauf verließ er den PCI.
Durch den Bildhauer Pietro Cascella lernte er Silvio Berlusconi kennen und wurde dessen enger Berater und Sekretär. Im Rahmen des Wahlkampfs 2001 war er so für die Zusammenstellung einer reich bebilderten Berlusconi-Biografie (Una storia italiana) verantwortlich, die an alle italienischen Haushalte verschenkt wurde. Wegen seiner außerordentlichen Nähe und Gefolgstreue zum Parteiführer der Forza Italia zählt er zur Gruppe der so genannten Berluscones.
Bei den Parlamentswahlen 2001 wurde Bondi für die Forza Italia im Wahlbezirk Lombardei 1 in die Abgeordnetenkammer gewählt. Nach seinem medienwirksamen Einsatz für die Forza Italia bei den Regionalwahlen 2005 wurde er zum Koordinator seiner Partei auf nationaler Ebene ernannt. 2006 wurde er bei den Parlamentswahlen im Wahlbezirk Kampanien 2 erneut zum Abgeordneten gewählt. Während seine Wahl in den Italienischen Senat bei den vorgezogenen Neuwahlen 2008 erfolgreich verlief, unterlag er bei der gleichzeitig stattfindenden Wahl um das Amt des Provinzpräsidenten von Massa-Carrara seinem Gegenkandidaten vom Partito Democratico.
Nach seiner Ernennung zum italienischen Kulturminister im neuen Kabinett Berlusconis am 8. Mai 2008 gab er das Amt des nationalen Koordinators der Forza Italia an Denis Verdini ab. Auf dem Gründungskongress des PdL wurde Bondi, zusammen mit Verdini und La Russa am 29. März 2009 wieder in dieses Amt berufen.
Wegen des zunehmenden Verfalls des Ausgrabungsgeländes in Pompeji forderte die Opposition im November 2010 mit einem Misstrauensantrag den Rücktritt von Bondi, was jedoch am 26. Januar mit knapper Mehrheit abgelehnt wurde. Trotzdem bot Bondi am 3. März 2011 Ministerpräsident Berlusconi seinen Rücktritt an, den dieser am 23. März annahm.